# Elezioni generali in Bosnia ed Erzegovina del 1998
Le elezioni generali in Bosnia ed Erzegovina del 1998 si tennero il 12-13 settembre per l'elezione della presidenza e il rinnovo dell'Assemblea parlamentare (Camera dei rappresentanti e Camera dei popoli).
Riguardo alle due entità federali, nella Federazione di Bosnia ed Erzegovina ebbero luogo le elezioni per il Parlamento (Camera dei rappresentanti e Camera dei popoli) e le elezioni cantonali; nella Repubblica Serba di Bosnia ed Erzegovina le elezioni presidenziali e le elezioni per l'Assemblea nazionale.

## Risultati nazionali

### Elezioni della presidenza

#### Comunità bosgnacca
| Candidati          | Partiti                                     | Voti    | %     |
| ------------------ | ------------------------------------------- | ------- | ----- |
| Alija Izetbegović  | Partito d'Azione Democratica                | 511 541 | 86,80 |
| Fikret Abdić       | Comunità Popolare Democratica               | 36 438  | 6,18  |
| Sefer Halilović    | Partito Patriottico di Bosnia ed Erzegovina | 33 687  | 5,72  |
| Hajrija Rahmanović | Partito Bosniaco                            | 7 694   | 1,31  |
| Totale             | Totale                                      | 589 360 | 100   |

#### Comunità serba
| Candidati         | Partiti                                  | Voti    | %     |
| ----------------- | ---------------------------------------- | ------- | ----- |
| Živko Radišić     | Coalizione Unità (SNS RS - SP - SNSD)    | 359 937 | 51,31 |
| Momčilo Krajišnik | Partito Democratico Serbo                | 314 236 | 44,79 |
| Zoran Tadić       | Coalizione Serba per la Repubblica Serba | 27 338  | 3,90  |
| Totale            | Totale                                   | 701 561 | 100   |

#### Comunità croata
| Candidati       | Partiti                                           | Voti    | %     |
| --------------- | ------------------------------------------------- | ------- | ----- |
| Ante Jelavić    | Unione Democratica Croata di Bosnia ed Erzegovina | 189 438 | 52,91 |
| Gradimir Grojer | Partito Socialdemocratico di Bosnia ed Erzegovina | 113 961 | 31,83 |
| Krešimir Zubak  | Nuova Iniziativa Croata                           | 40 080  | 11,20 |
| Senka Nožica    | Partito Repubblicano                              | 11 089  | 3,10  |
| Saša Nišandžić  | Partito Bosniaco                                  | 2 638   | 0,74  |
| Totale          | Totale                                            | 358 006 | 100   |

### Elezioni parlamentari

#### Camera dei rappresentanti
| Liste                                                                                | F. BiH  | F. BiH | F. BiH | R. Srpske | R. Srpske | R. Srpske | Totale    | Totale | Totale |
| Liste                                                                                | Voti    | %      | Seggi  | Voti      | %         | Seggi     | Voti      | %      | Seggi  |
| ------------------------------------------------------------------------------------ | ------- | ------ | ------ | --------- | --------- | --------- | --------- | ------ | ------ |
| Coalizione per una Bosnia ed Erzegovina Unita e Democratica (SDA - SBiH - LDS - GDS) | 455.668 | 47,90  | 14     | 128.277   | 16,55     | 3         | 583.945   | 33,83  | 17     |
| Coalizione Unità (SNS RS - SP - SNSD)                                                | N.D.    | N.D.   | N.D.   | 214.716   | 27,71     | 4         | 214.716   | 12,44  | 4      |
| Unione Democratica Croata di Bosnia ed Erzegovina                                    | 187.707 | 19,73  | 6      | 12.385    | 1,60      | -         | 200.092   | 11,59  | 6      |
| Partito Democratico Serbo                                                            | N.D.    | N.D.   | N.D.   | 162.721   | 21,00     | 4         | 162.721   | 9,43   | 4      |
| Partito Socialdemocratico di Bosnia ed Erzegovina                                    | 138.004 | 14,51  | 4      | 21.872    | 2,82      | -         | 159.876   | 9,26   | 4      |
| Partito Radicale Serbo della Repubblica Serba                                        | N.D.    | N.D.   | N.D.   | 118.522   | 15,29     | 2         | 118.522   | 6,87   | 2      |
| Nuova Iniziativa Croata - HKDU BiH                                                   | 28.572  | 3,00   | 1      | 11.508    | 1,48      | -         | 40.080    | 2,32   | 1      |
| Unione dei Socialdemocratici di Bosnia ed Erzegovina                                 | 28.740  | 3,02   | 2      | N.D.      | N.D.      | N.D.      | 28.740    | 1,66   | 2      |
| Partito Radicale della Repubblica Serba                                              | N.D.    | N.D.   | N.D.   | 27.686    | 3,57      | 1         | 27.686    | 1,60   | 1      |
| Coalizione Serba per la Repubblica Serba                                             | N.D.    | N.D.   | N.D.   | 24.957    | 3,22      | -         | 24.957    | 1,45   | -      |
| Comunità Popolare Democratica                                                        | 21.452  | 2,26   | 1      | N.D.      | N.D.      | N.D.      | 21.452    | 1,24   | 1      |
| Partito Bosniaco                                                                     | 13.601  | 1,43   | -      | 3.474     | 0,45      | -         | 17.075    | 0,99   | -      |
| Partito Democratico                                                                  | N.D.    | N.D.   | N.D.   | 14.956    | 1,93      | -         | 14.956    | 0,87   | -      |
| Partito Democratico dei Pensionati                                                   | 12.991  | 1,37   | -      | N.D.      | N.D.      | N.D.      | 12.991    | 0,75   | -      |
| Partito Patriottico di Bosnia ed Erzegovina                                          | 11.726  | 1,23   | -      | N.D.      | N.D.      | N.D.      | 11.726    | 0,68   | -      |
| Socialdemocratici                                                                    | 7.847   | 0,82   | -      | 3.454     | 0,45      | -         | 11.301    | 0,65   | -      |
| Partito Croato dei Diritti di Bosnia ed Erzegovina                                   | 10.305  | 1,08   | -      | N.D.      | N.D.      | N.D.      | 10.305    | 0,60   | -      |
| Coalizione di Centro                                                                 | 7.426   | 0,78   | -      | 1.271     | 0,16      | -         | 8.697     | 0,50   | -      |
| Altri <0,50% nazionale                                                               | 27.218  | 2,86   | -      | 29.177    | 3,76      | -         | 56.395    | 3,27   | -      |
| Totale                                                                               | 951.257 |        | 28     | 774.976   |           | 14        | 1.726.233 |        | 42     |

#### Camera dei popoli
È prevista un'elezione a doppio grado: i membri sono eletti dalle assemblee legislative della Federazione di Bosnia ed Erzegovina e della Repubblica Serba.

## Risultati nella Federazione di Bosnia ed Erzegovina

### Elezioni parlamentari

#### Camera dei rappresentanti
| Liste                                                                                | Voti    | %     | Seggi |
| ------------------------------------------------------------------------------------ | ------- | ----- | ----- |
| Coalizione per una Bosnia ed Erzegovina Unita e Democratica (SDA - SBiH - LDS - GDS) | 456 657 | 49,22 | 68    |
| Unione Democratica Croata di Bosnia ed Erzegovina                                    | 184 603 | 19,90 | 28    |
| Partito Socialdemocratico di Bosnia ed Erzegovina                                    | 126 649 | 13,65 | 19    |
| Socialdemocratici di Bosnia ed Erzegovina                                            | 29 427  | 3,17  | 6     |
| Nuova Iniziativa Croata                                                              | 27 435  | 2,96  | 4     |
| Comunità Popolare Democratica                                                        | 19 491  | 2,10  | 3     |
| Partito Patriottico di Bosnia ed Erzegovina                                          | 12 585  | 1,36  | 2     |
| Partito Socialista della Repubblica Serba                                            | 10 742  | 1,16  | 2     |
| Pensionati Bosniaci                                                                  | 10 126  | 1,09  | 2     |
| Partito Croato dei Diritti di Bosnia ed Erzegovina                                   | 10 120  | 1,09  | 2     |
| Partito Bosniaco                                                                     | 9 427   | 1,02  | 1     |
| Coalizione di Centro                                                                 | 4 953   | 0,53  | 1     |
| Socialdemocratici                                                                    | 4 490   | 0,48  | –     |
| Partito Bosniaco dei Diritti                                                         | 3 789   | 0,41  | –     |
| Partito Democratico degli Invalidi                                                   | 3 783   | 0,41  | 1     |
| Verdi Bosniaci                                                                       | 2 554   | 0,28  | –     |
| Partito Contadino Croato di Bosnia ed Erzegovina                                     | 2 226   | 0,24  | 1     |
| Partito Contadino Serbo                                                              | 2 211   | 0,24  | –     |
| Partito della Prosperità Economica                                                   | 1 783   | 0,19  | –     |
| Unione Nazionale Croata                                                              | 1 673   | 0,18  | –     |
| Organizzazione Bosniaca Musulmana                                                    | 1 397   | 0,15  | –     |
| Partito Liberal-Sociale di Bosnia ed Erzegovina                                      | 1 239   | 0,13  | –     |
| Club Politico degli Indipendenti                                                     | 457     | 0,05  | –     |
| Totale                                                                               | 927 817 | 100   | 140   |

#### Camera dei popoli
È prevista un'elezione a doppio grado: i membri sono eletti dalle assemblee legislative cantonali.

### Elezioni cantonali
| Liste                                                       | USK | ŽP | TK | ZDK | BPS | SBK ŽSB | HNK ŽHN | ZHŽ | KS | K10 | Totale |
| ----------------------------------------------------------- | --- | -- | -- | --- | --- | ------- | ------- | --- | -- | --- | ------ |
| Coalizione per una Bosnia ed Erzegovina Unita e Democratica | 33  | 5  | 26 | 28  | 21  | 22      | 18      | -   | 25 | 4   | 182    |
| Partito Socialdemocratico di Bosnia ed Erzegovina           | 3   | 1  | 10 | 11  | 5   | 5       | 3       | -   | 11 | 1   | 50     |
| Unione Democratica Croata di Bosnia ed Erzegovina           | 1   | 17 | 2  | 4   | -   | 18      | 25      | 26  | 1  | 18  | 112    |
| Socialdemocratici di Bosnia ed Erzegovina                   | 2   | -  | 9  | 2   | 1   | 1       | 1       | 1   | 3  | 2   | 22     |
| Nuova Iniziativa Croata                                     | -   | 6  | 1  | 2   | -   | 3       | 1       | 1   | 1  | 1   | 16     |
| Comunità Popolare Democratica                               | 8   | -  | -  | -   | -   | -       | -       | -   | -  | -   | 8      |
| Partito Bosniaco                                            | 1   | -  | 1  | 1   | -   | -       | -       | -   | 1  | -   | 4      |
| Partito Socialista della Repubblica Serba                   | 1   | -  | -  | -   | -   | -       | -       | -   | -  | 2   | 3      |
| Partito Croato dei Diritti di Bosnia ed Erzegovina          | -   | -  | -  | -   | -   | 1       | 1       | 3   | -  | -   | 5      |
| Partito Patriottico di Bosnia ed Erzegovina                 | -   | -  | -  | 1   | -   | -       | 1       | -   | 2  | -   | 4      |
| Pensionati Bosniaci                                         | -   | -  | 1  | -   | -   | -       | -       | -   | 1  | -   | 2      |
| Indipendenti                                                | -   | -  | -  | -   | 2   | -       | -       | -   | -  | -   | 2      |
| Per la Posavina                                             | -   | 1  | -  | -   | -   | -       | -       | -   | -  | -   | 1      |
| Studenti e Socialisti                                       | -   | -  | -  | 1   | -   | -       | -       | -   | -  | -   | 1      |
| Insieme per la Bosnia occidentale                           | -   | -  | -  | -   | 1   |         |         |     | -  |     | 1      |
| Partito Contadino Croato di Bosnia ed Erzegovina            | -   | -  | -  | -   | -   | -       | -       | -   | -  | 1   | 1      |
| Movimento Crociato Croato                                   | -   | -  | -  | -   | -   | -       | -       | 1   | -  | -   | 1      |

## Risultati nella Repubblica Serba

### Elezioni presidenziali
| Candidati         | Partiti                                    | Voti    | %     |
| ----------------- | ------------------------------------------ | ------- | ----- |
| Nikola Poplašen   | Coalizione SRS RS - SDS                    | 322 684 | 43,86 |
| Biljana Plavšić   | Coalizione Unità (SNS RS - SP - SNSD)      | 286 606 | 38,96 |
| Zulfo Nisic       | Partito Bosniaco                           | 107 036 | 14,55 |
| Mihajlo Crnadak   | Coalizione Serba (SSKP - DPS - SPS - NSRS) | 16 079  | 2,19  |
| Predrag Sekulović | Partito per la Jugoslavia                  | 3 295   | 0,45  |
| Totale            | Totale                                     | 735 700 | 100   |

### Elezioni parlamentari
| Liste                                                       | Voti    | %     | Seggi |
| ----------------------------------------------------------- | ------- | ----- | ----- |
| Partito Democratico Serbo                                   | 160 594 | 21,65 | 19    |
| Coalizione per una Bosnia ed Erzegovina Unita e Democratica | 125 546 | 16,93 | 15    |
| Partito Radicale Serbo della Repubblica Serba               | 97 244  | 13,11 | 11    |
| Alleanza Nazionale Serba della Repubblica Serba             | 95 817  | 12,92 | 12    |
| Partito Socialista della Repubblica Serba                   | 79 179  | 10,67 | 10    |
| Partito dei Socialdemocratici Indipendenti                  | 54 058  | 7,29  | 6     |
| Partito Radicale                                            | 27 119  | 3,66  | 3     |
| Partito Socialdemocratico di Bosnia ed Erzegovina           | 19 892  | 2,68  | 2     |
| Coalizione Serba (SSKP - DPS - SPS - NSRS)                  | 19 198  | 2,59  | 2     |
| Unione Democratica Croata di Bosnia ed Erzegovina           | 11 471  | 1,55  | 1     |
| Nuova Iniziativa Croata                                     | 10 546  | 1,42  | 1     |
| Partito Democratico                                         | 6 177   | 0,83  | –     |
| Partito dei Pensionati                                      | 6 020   | 0,81  | –     |
| Per il Re e la Patria                                       | 3 044   | 0,41  | 1     |
| Altri <3000 voti (22 liste)                                 | 25 856  | 3,49  | –     |
| Totale                                                      | 741 761 | 100   | 83    |